# Indosylvirana urbis
Indosylvirana urbis es una especie de anfibio anuro de la familia Ranidae.

## Distribución geográfica
Esta especie es endémica de Kerala en la India. Se encuentra en los distritos de Ernakulam, Malappuram y Thrissur en los Ghats occidentales.

## Descripción
Los machos miden de 30.1 a 34.3 mm y las hembras 41.2 mm.

## Etimología
El nombre de su especie le fue dado en referencia al lugar de su descubrimiento.

## Publicación original
- Biju, Garg, Mahony, Wijayathilaka, Senevirathne & Meegaskumbura, 2014 : DNA barcoding, phylogeny and systematics of Golden-backed frogs (Hylarana, Ranidae) of the Western Ghats-Sri Lanka biodiversity hotspot, with the description of seven new species. Contributions to Zoology, vol. 83, n.º 4, p. 269–335[4]